# 381904 Beatita
381904 Beatita è un asteroide della fascia principale. Scoperto nel 2010, presenta un'orbita caratterizzata da un semiasse maggiore pari a 2,5658978 UA e da un'eccentricità di 0,1305358, inclinata di 8,71186° rispetto all'eclittica.